# オン・ザ・ロック
オン・ザ・ロック（英: On the rocks）とは、氷を入れたグラスに酒を注いだ飲み物。ウイスキーをはじめとするアルコール度数の高い酒を飲む方法の一つである。グラスにはロックグラス、もしくはタンブラーグラスが用いられる。単にロックとも呼ばれる。

## 概要
時間の経過とともに氷がゆっくり融けだして加水されることで、酒の香りや味の変化が楽しめるとされる。
スコットランドでは「ウィスキーに足していい唯一のものは、ウィスキーだけ」という最も保守的な考え方もあり、氷を加えることは風味を台無しにしてしまうので許容できないという意見がある（これにはスコットランドの気候では氷を加えると寒すぎるという理由もある）。『エスクァイア』誌ではスコットランドのスコッチウイスキー界の世界的なエキスパートたちの様々な意見をまとめたところ、「スコッチウイスキーに水を加えるのはまったく問題ないが、氷は微妙なところ」という結論となった。

## 歴史
スコットランドのウイスキー製造業者などは、オン・ザ・ロックの起源として以下のような説を主張している。
電気冷蔵庫や冷凍庫が発明され、普及される以前に飲み物を冷やすのに使われていたのは、川の中のあった小石であった。氷のように冷たいスコットランドの川の中の石を飲み物に入れて冷やしていた。
20世紀初頭までアメリカ合衆国ではスコッチ・ウイスキーを氷とソーダ水割りで飲むことが多かったが、1940年代後半になってスコッチ・オン・ザ・ロックという用語が用いられるようになった。飲み方の変遷によって、1950年代になるとソーダ水の売上が大幅に減少したとされる。

### 日本
現在の奈良県天理市には冬の氷を山で保存して夏季に氷を利用する氷室があった。この氷は酒に入れることもされており、オン・ザ・ロックのさきがけともされる。
『日本書紀』の仁徳天皇の条には、額田大中彦皇子が氷室を発見し、氷を献上したところ、仁徳天皇は喜び、酒に氷を入れて飲んだとされている。なお、酒を加熱して飲むことは『延喜式』や『うつほ物語』への記載が最古であり、酒に氷を入れて飲む習慣は、加熱して飲むよりも古い起源をもつと言える。

## オン・ザ・ロックの作り方
用意するもの
- 好みの酒
- 純氷や市販のロックアイスまたは自家製の氷
- 8〜10オンス程度のロックグラスまたはタンブラーグラス
- マドラーまたはバー・スプーン

作り方
1. 冷やしておいたグラスに大きめの氷を入れる。
2. 適量の酒を注ぐ。シングルなら約30ml、ダブルなら約60ml。
3. 軽くステアする。

## 飲料以外
ポッキー・オン・ザ・ロック
江崎グリコの菓子ポッキーを氷を入れたグラスに立て、酒のマドラー代わりにして楽しむ食べ方。1966年に発売されたポッキーは、飲食店などでマドラー代わりに使われることが自然発生し、それを聞きつけた江崎グリコの担当者によって、1976年に広告キャンペーンとして展開された。グラスにポッキーとドリンク、氷を入れる他に、追加でアイスクリームやフルーツをトッピングする食べ方として変化してきている。